# Heteralonia furvalis
Heteralonia furvalis är en tvåvingeart som först beskrevs av Hesse 1956.  Heteralonia furvalis ingår i släktet Heteralonia och familjen svävflugor. Inga underarter finns listade i Catalogue of Life.